# Котелянський Лев Осипович
Лев О́сипович Котеля́нський (1851, Кам'янець-Подільський — † 15 березня (27 березня за новим стилем) 1879, Петербург) — російський письменник.

## Біографічні відомості
Народився 1851 року в Кам'янці-Подільському  (за іншими даними — 1852 року в Кременці ).
Навчався в Теофіпольському дворянському училищі. У 1868–1871 роках навчався в Кам'янець-Подільській гімназії (закінчив із золотою медаллю ).
1871 року вступив на юридичний факультет Петербурзького університету, але закінчив його тільки 1878 року, оскільки, захопившись намаганням тодішньої молоді просвіщати народ, працюючи безпосередньо в його середовищі, на деякий час покинув університет.

## Твори
Повість «Чиншевики» (журнал «Отечественные записки», 1877).